# شهدخوار آنچیتا
شهدخوار آنچیتا (نام علمی: Anthreptes anchietae) نام یک گونه از تیره شهدخواران است که در آنگولا, جمهوری دموکراتیک کنگو، مالاوی، موزامبیک، تانزانیا و زامبیا یافت می‌شود.